# Hermann Alexander Roëll

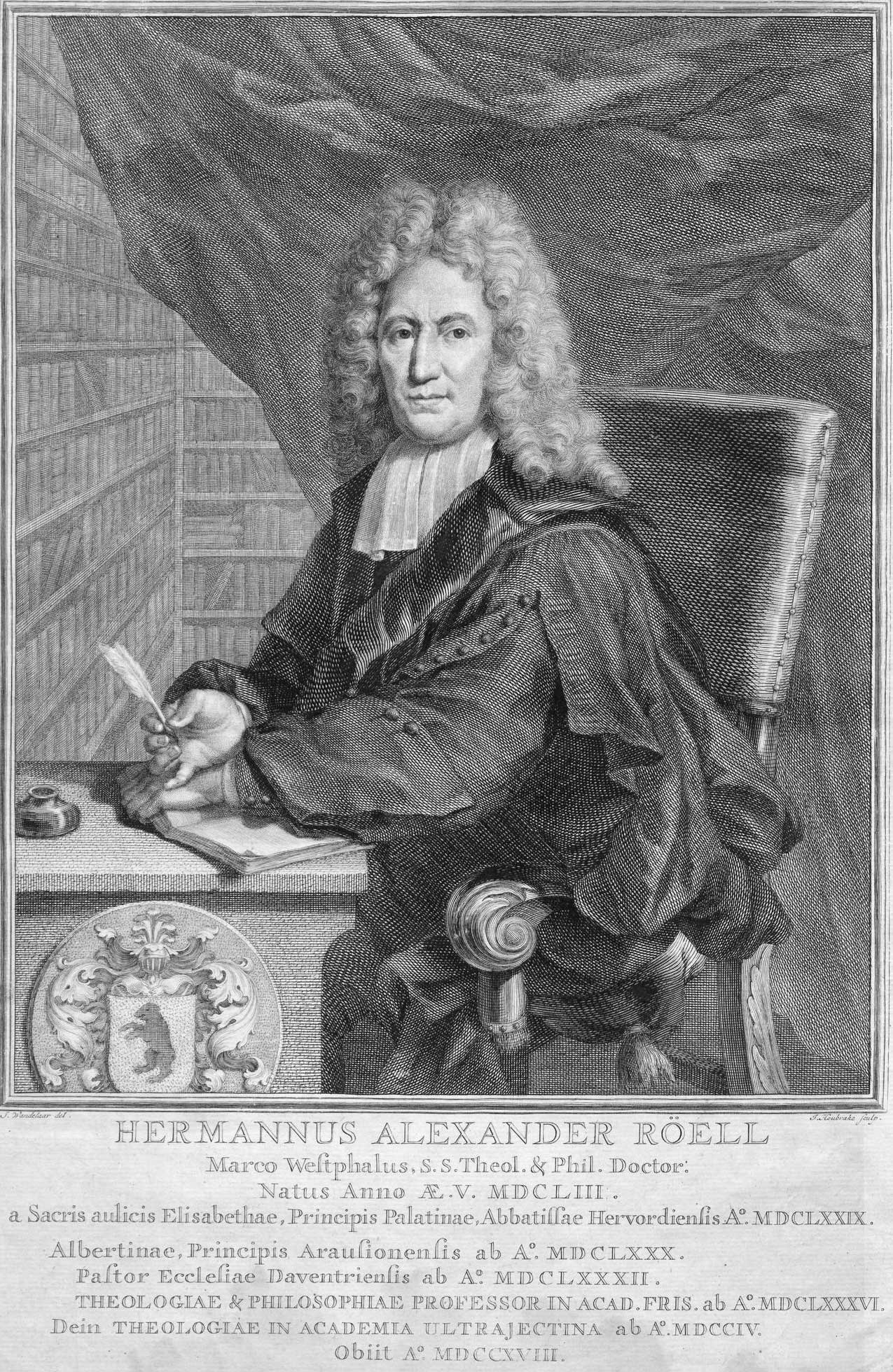
Hermann Alexander Roëll

Hermann Alexander Roëll (auch: Röell; *  1653 auf Gut Dölberg in Unna-Lünern; † 12. Juli 1718 in Utrecht) war ein niederländischer reformierter Theologe und Philosoph.

## Leben
Hermann Alexander Roëll wurde als Sohn des kurbrandenburgischen Reiteroberst Johann von Roell (1599–1656) und dessen Frau Elisabeth, geborene Brüggemann, geboren. In seinem zweiten  Lebensjahr verstarb seine Mutter, der Vater starb bereits im folgenden Jahr. Vorgebildet wurde Roëll in Hamm und Unna. 1670 begann er das Studium der Theologie an der Universität Utrecht und danach an der Universität Groningen. Schon in frühen Jahren hatte er sich entschieden, später eine theologische Laufbahn einzuschlagen. Wegen des Krieges jedoch floh er aus den Niederlanden und setzte sein Studium in Bremen, Marburg, Heidelberg und Zürich fort, studierte dann noch in Hamm sowie in Leiden, um 1677 in Köln Prediger zu werden. Dieses Amt trat er jedoch nie an, da ihn eine anderthalbjährige Krankheit davon abhielt. Nachdem er die Krankheit überwunden hatte, wurde er Hofprediger der Pfalzgräfin Elisabeth, der Äbtissin des Klosters Herford.
Als diese 1680 verstarb, privatisierte Roëll in Bremen und wurde im Folgejahr Hofprediger der Albertine Agnes von Oranien-Nassau. Seit 1682 in Deventer als Prediger tätig, berief man ihn auch zum Theologielehrer am dortigen Gymnasium. Auch als Lehrer an der Universität Groningen wollte man ihn haben, jedoch lehnte er das Angebot ab und wechselte 1685 als ordentlicher Professor der Philosophie und der Theologie an die Universität Franeker. Gleichzeitig promovierte er zum Doktor der Theologie sowie der Philosophie.
1685 hielt er in Franeker zuerst seinen Vortrag De religione rationali, welcher im Folgejahr in niederländischer und lateinischer Sprache veröffentlicht wurde. Dieses Werk jedoch war Grund für nachfolgende heftige Diskussionen. Bereits 1686 erschien eine Schrift gegen ihn selbst und die Roëllianer, De recta ratiocinatione. Zunächst schrieb besonders der Theologe Campegius Vitringa der Ältere, der gemeinsam mit Roëll studiert hatte, mehrere Streitschriften. Später beteiligten sich auch weitere Personen, beispielsweise der Hochschullehrer David Hugvenius.
Bald jedoch gab es eine Einigung zwischen beiden Parteien in Franeker; sowohl Roëll als auch seine Gegner versprachen, den Streit zu beenden, und Roëll weiter, dass er seine Lehre weder durch weitere Schriften noch mündlich verbreiten würde. 1704 berief man ihn an die Universität Utrecht, wo er 1706/07 als Rektor amtierte. Allerdings entflammte zu dieser Zeit der Streit erneut, dieses Mal aber waren weder Roëll noch seine direkten Gegner beteiligt. Viele Synoden befragte man nach ihrer Meinung, 20 stuften die Lehre als irrig und höchst  gefährlich ein. 1724 veröffentlichte die theologische Fakultät Leiden die Schrift Judicium ecclesiasticum, quo opiniones quaedam Roellii synodice damnatae sunt, eine  ausführliche Schrift den Streit betreffend.
Er heiratete Cornelia Bailli, die aus Amsterdam stammte.
Sein Sohn Dionysius Alexander Roëll, Doktor der Theologie und der Philosophie, Hochschullehrer und später Bürgermeister von Deventer, wehrte sich noch gegen die Vorwürfe gegen seinen Vater. Der Streit war nämlich noch Jahre nach dessen Tod nicht erloschen.

## Werke
- Oratio inaug. de Religione rationali. Franeker 1686
- In den vorm eener Dissertatie (distincta in Paragraphis, additis a Gisb. Wessel Dukero lemmatibus) Franeker 1689, 1695, 1700, Herborn 1705, Utrecht 1713, 1705
- Dissertationes duae de generatione Filii et Morte fidelium temporali. Franeker 1689 und 1690
- Dissertatio philosophica de Mentis existentia.
- Exercitationes theol. tres, ad 1 Tim. 1:5. Franeker 1692
- Dissertationes philosophicae, de Theol. naturali duae, de Ideis innatis una, G. de Vries Diatribae oppositae. Franeker 1700
- Oratio funebris de vita et morte Philippi Matthaei, hou. Medicinae in Acad. Fris, Professoris. Franeker 1701
- Disputatio theologica de sanctitate Dei et hominis. Utrecht 1706
- Commentarius in principium Epistolae Pauli ad Ephesios. Leiden 1715

- Exegesis in Ep[istu]lam Pauli ad Ephesios / in Collegio privato dictata Viro Clarissimo Hermanno Alexandro Rĳell Theologia in Academia, quae Franequera est, Professore. - Franeker, ca. 1700. Digitalisierte Ausgabe der Universitäts- und Landesbibliothek Düsseldorf
- Explicatio Evangelij Johannis / dictata Viro Clariss[im]o Herm: Alexand: Roellio in Collegio suo exegetico. - Franeker, ca. 1700. Digitalisierte Ausgabe der Universitäts- und Landesbibliothek Düsseldorf